# Сарр, Момоду
Момоду Сарр (англ. Momodou Sarr; род. 10 декабря 1959) — гамбийский легкоатлет, выступавший в беге на короткие дистанции. Участник летних Олимпийских игр 1992 и 1996 годов.

## Биография
Момоду Сарр родился 10 декабря 1959 года.
В 1992 году вошёл в состав сборной Гамбии на летних Олимпийских играх в Барселоне. В эстафете 4х100 метров команда Гамбии, за которую также выступали Давда Джаллоу, Абдулех Джаннех и Ламин Мариконг, заняла в четвертьфинале последнее, 6-е место, показав результат 40,98 секунды и уступив 0,87 секунды попавшей в полуфинал с 4-го места сборной Ганы.
В 1996 году вошёл в состав сборной Гамбии на летних Олимпийских играх в Атланте. В эстафете 4х100 метров команда Гамбии, за которую также выступали Давда Джаллоу, Шерно Сов и Па Мамаду Гай, заняла в забеге 1/8 финала последнее, 6-е место, показав результат 41,80 и уступив 2,37 секунды попавшей в четвертьфинал с 3-го места сборной Кот-дʼИвуара.

## Личный рекорд
- Бег на 100 метров — 10,60 (1992)[3]